# Мілан Швенгер
Мілан Швенгер (чеськ. Milan Švenger, нар. 6 липня 1986, Яблонець-над-Нисою) — чеський футболіст, воротар клубу «Вікторія» (Жижков).
Виступав, зокрема, за клуб «Спарта» (Прага), а також молодіжну збірну Чехії.

## Клубна кар'єра
Народився 6 липня 1986 року в місті Яблонець-над-Нисою. Вихованець юнацьких команд футбольних клубів «Яблонець», «Спарта» (Прага).
У дорослому футболі дебютував 2005 року виступами за команду «Спарта» II, в якій того року взяв участь в одному матчі чемпіонату. 
Згодом з 2006 по 2012 рік грав у складі команд «Зеніт» (Часлав), «Спарта Крч», СІАД (Мост), «Зеніт» (Часлав) та «Спарта» II.
Своєю грою за останню команду привернув увагу представників тренерського штабу головної команди клубу «Спарта» (Прага), до складу якого приєднався 2009 року. Відіграв за празьку команду наступні три сезони своєї ігрової кар'єри.
Протягом 2012—2019 років захищав кольори клубів «Сениця», «Граффін» (Влашим), «Спарта» (Прага), «Богеміанс 1905», «Пршибрам», «Фастав» (Злін) та «Пршибрам».
До складу клубу «Вікторія» (Жижков) приєднався 2019 року. Станом на 7 березня 2020 року відіграв за команду з Жижкова 17 матчів в національному чемпіонаті.

## Виступи за збірні
У 2004 році дебютував у складі юнацької збірної Чехії (U-19), загалом на юнацькому рівні взяв участь у 9 іграх.
Протягом 2006–2008 років залучався до складу молодіжної збірної Чехії. На молодіжному рівні зіграв у 12 офіційних матчах, пропустив 7 голів.

## Титули і досягнення
- Володар Кубка Чехії: 2016-17